# Kerur
Kerur è una suddivisione dell'India, classificata come town panchayat, di 17.206 abitanti, situata nel distretto di Bagalkot, nello stato federato del Karnataka. In base al numero di abitanti la città rientra nella classe IV (da 10.000 a 19.999 persone).

## Geografia fisica
La città è situata a 16° 1' 0 N e 75° 34' 0 E e ha un'altitudine di 616 m s.l.m..

## Società

### Evoluzione demografica
Al censimento del 2001 la popolazione di Kerur assommava a 17.206 persone, delle quali 8.580 maschi e 8.626 femmine. I bambini di età inferiore o uguale ai sei anni assommavano a 2.386, dei quali 1.212 maschi e 1.174 femmine. Infine, coloro che erano in grado di saper almeno leggere e scrivere erano 10.008, dei quali 5.896 maschi e 4.112 femmine.